# Comuna de Strzelce
Strzelce (polaco: Gmina Strzelce) é uma gminy (comuna) na Polónia, na voivodia de Lodz e no condado de Kutnowski. A sede do condado é a cidade de Strzelce.
De acordo com os censos de 2004, a comuna tem 4272 habitantes, com uma densidade 47,4 hab/km².

## Área
Estende-se por uma área de 90,11 km², incluindo:
- área agricola: 85%
- área florestal: 8%

## Demografia
Dados de 30 de Junho 2004:
|                      | Total   | Total | Mulheres | Mulheres | Homens  | Homens |
| -------------------- | ------- | ----- | -------- | -------- | ------- | ------ |
|                      | pessoas | %     | pessoas  | %        | pessoas | %      |
| População            | 4272    | 100   | 2134     | 50       | 2138    | 50     |
| Densidade (pop./km²) | 47,4    | 100   | 23,7     | 23,7     | 23,7    | 23,7   |

De acordo com dados de 2002, o rendimento médio per capita ascendia a 1318,92 zł.

## Subdivisões
- Aleksandrów, Bociany, Dąbkowice, Długołęka, Karolew, Klonowiec Stary, Kozia Góra, Marianów, Muchnice Nowe, Muchnów, Niedrzaków, Niedrzew Pierwszy, Niedrzew Drugi, Przyzórz, Rejmontów, Siemianów, Sójki, Strzelce, Wieszczyce, Wola Raciborowska.

## Comunas vizinhas
- Gostynin, Kutno, Łanięta, Oporów, Szczawin Kościelny